# 埃爾斯沃思 (內布拉斯加州)
埃爾斯沃思（英語：Ellsworth）是位於美國內布拉斯加州謝里敦縣的非建制地區。

## 歷史
埃爾斯沃思的郵局自1897年營運至今。

## 地理
埃爾斯沃思所處的海拔為高於海平面1195米（即3921英呎），而該地所採用的時區為UTC-7，即北美山地時區（MST）。同時該地設有夏令時間，為UTC-7調快一小時，即UTC-6（MDT）。